# ابداس اسقف شوش
ابداس (یا ابداً، ابدیاس، آوداس) اسقف شوش در سرزمین فارس بود که در زمان ساسانیان بود. تاریخ‌نگار سقراط قسطنطینی وی را به عنوان اسقف سرزمین فارس یاد می‌کند. ابداس در سده چهارم میلادی چشم در چالدُر به دنیا گشود، مادر وی زردشتی بود و فرزندش را بر مبانی فضیلت و پرهیزگاری پروراند و بدینسان ابداس میان مردم محبوب شد.
پس از تحصیل مراتب عالی دانش و پرهیزگاری ابداس به عنوان کشیش منصوب شد، و در چالدر شهر خود صومعه‌ای و مدرسه‌ای بنا کرد و شخصاً به آن مباشرت و اعتنا کرد، و گفته می‌شود عدد استادان مدرسه به شصت ۶۰ استاد رسید. وی بسیاری از همشهریان را غسل تعمید داد و مردم را به آیین مسیحیت دعوت کرد، و این سبب دستگیری وی به دست مغان گشت. ابداس در زندان از تحقیر و گرسنگی و درد رنج برد ولی بر عقیده خود ثابت‌قدم ماند تا اینکه به گونه‌ای شگفت‌آور رها شد.
در جریان شکنجهٔ مسیحیان ایرانی به فرمان شاپور ذوالاکتاف هنگامی که ابداس شکنجه می‌دید، درختی به صورت صلیب از زمین رویید و معجزاتی از آن هویدا گشت که مردم را دور خود جلب کرد که پس از آن صومعه‌ای بر آن بقعه بنا شد و ابداس در آن به وعظ و تدریس انجیل زندگی پرداخت. پس از آن ابداس به عناون اسقف منصوب شد و مردمان زیاد پیرو و شاگرد وی گشتند.
در سال ۴۲۰ میلادی مغان با ابداس درگیر شدند و در پی آن به وی تهمت آتش زدن آتشکده‌ای زدند. شاهنشاه یزدگرد یکم فرمان داد که ابداس با پول خود آتشکده را ترمیم و تعمیر مند ولی ابداس این فرمان را نپذیرفت، و این نافرمانی سبب واکنش ویرانگر شاه شد؛ شاه فرمان صادر کرد که همهٔ کلیساها را ویران و منهدم کنند. این امر روابط میان کلیسای مسیحی و حکومت پارس را مکدر ساخت و زمینه‌ساز موجی از شکنجهٔ مسیحیان سرزمین فارس گشت.
بیش از آنچه گفته شد از زندگی ابداس چیزی معلوم نیست جز اینکه او ماروثاس را کمک داد تا دیو از تن یزدگرد بیرون کند. در عقیده مسیحی ابداس اولین شهید شکنجهٔ مسیحیان سرزمین فارس است؛ وی با چماق تا مرگ کتک خورد. ابداس به عنوان قدیس منصوب شد و تاریخ ۱۶ مه روز بزرگداشت اوست.
به نظر کشیش انطونیو الفغالی داستان ابداس به افسانه و داستان‌های عامیانهٔ مرم متدین نزدیکتر است. اضافه بر آن نوشته‌های عربی دربارهٔ این موضوع ار لحاظ زبانی ضعیف و ابتدایی است.